# Phanoperla namcattien
Phanoperla namcattien is een steenvlieg uit de familie borstelsteenvliegen (Perlidae). De wetenschappelijke naam van de soort is voor het eerst geldig gepubliceerd in 2009 door Cao & Bae.